# Catarina (Guatemala)
Catarina è un comune del Guatemala facente parte del dipartimento di San Marcos.